# Крушево (дем Софлу)
Вижте пояснителната страница за други значения на Крушево.
Крушево или Хаджиаликьой (на гръцки: Κόρυμβος, Коримвос) е село в Североизточна Гърция, Западна Тракия, дем Софлу.

## География
Селото е разположено в югоизточните склонове на Родопите, на около 40 км от десния бряг на река Марица и на около 30 километра от град Димотика (Дидимотихо).

## История
В 19 век Крушево заедно с Караклисе и Башклисе е едно от трите български села в Димотишка каза на Османската империя. Според „Етнография на вилаетите Адрианопол, Монастир и Салоника“, издадена в Константинопол в 1878 година и отразяваща статистиката на населението от 1873 г., Крушево е посочено два пъти – веднъж като Крушево (Crouchevo), село с 85 домакинства и 380 жители българи и втори път като Хаджи Алик (Hadji-Alik), село с 85 домакинства и 66 жители мюсюлмани и 338 българи. Статистиката на професор Любомир Милетич за 1912 година сочи 60 български екзархийски семейства смесени с турци.
При избухването на Балканската война в 1912 година един човек от Крушево е доброволец в Македоно-одринското опълчение.